# Carl August Schwetschke
Carl August Schwetschke (* 29. September 1756 in Glauchau; † 19. September 1839 in Halle (Saale)) war ein deutscher Verleger.

## Leben und Wirken
Carl August Schwetschke wurde am 29. September 1756 im sächsischen Glauchau geboren. Nach einer Buchhändlerlehre war er als Gehilfe der Buchhändler Johann Samuel Heinsius in Leipzig und Emmanuel Haller in Bern tätig, ehe er Ende 1781 als Faktor zur Verlagsbuchhandlung von Carl Hermann Hemmerde nach Halle (Saale) ging. Im Jahr 1788 wurde Schwetschke vom Faktor zum Teilhaber; der Verlag firmierte jetzt unter Hemmerde & Schwetschke.
1820 erwarb Schwetschke nach dem frühen Tod seines Schwagers Friedrich Wilhelm Ferdinand Gebauer (1786–1819), dem Sohn des Verlegers Johann Jakob Gebauer, zusätzlich dessen Buchdruckerei und Verlagsbuchhandlung Gebauer, die dann in Gebauer-Schwetschke umfirmiert wurde. Einige Jahre später zog er sich langsam aus der Verlegertätigkeit zurück: 1828 nahm er zunächst seinen jüngeren Sohn Carl Gustav Schwetschke als Teilhaber in den Verlag Gebauer-Schwetschke auf und zum 1. Januar 1829 wurde dann sein ältester Sohn Carl Ferdinand Schwetschke Mitinhaber der Verlagsbuchhandlung Hemmerde & Schwetschke, die seitdem den Firmennamen C. A. Schwetschke & Sohn trug. Carl August Schwetschke starb am 19. September 1839 in Halle (Saale).
Schwetschke verlegte von 1789 bis 1839 über 800 Werke. Der Schwerpunkt lag dabei – wie bei seinem Vorgänger Carl Hermann Hemmerde und seinem Nachfolger Moritz Bruhn – auf wissenschaftlichen Titeln, unter anderem aus den Bereichen Rechtswissenschaft, Philologie und Naturwissenschaften. Unter anderem publizierte Schwetschke Werke des Chemikers Karl Wilhelm Gottlob Kastner, des Mineralogen Christian Keferstein sowie der Juristen Carl August Tittmann und Christoph Christian von Dabelow.
Schwetschke genoss als Verleger hohes Ansehen. Überregional bekannt wurde er auch durch sein Eintreten für buchhändlerische Interessen, etwa hinsichtlich der strittigen Frage der Verlegerrechte bei Nachdrucken. Er war Stadtrat in Halle, engagierte sich als Mäzen des Hallenser Theaters und bekleidete mehrere kirchliche Ehrenämter.
Sein Grab befindet sich auf dem halleschen Stadtgottesacker (Bogen 36).

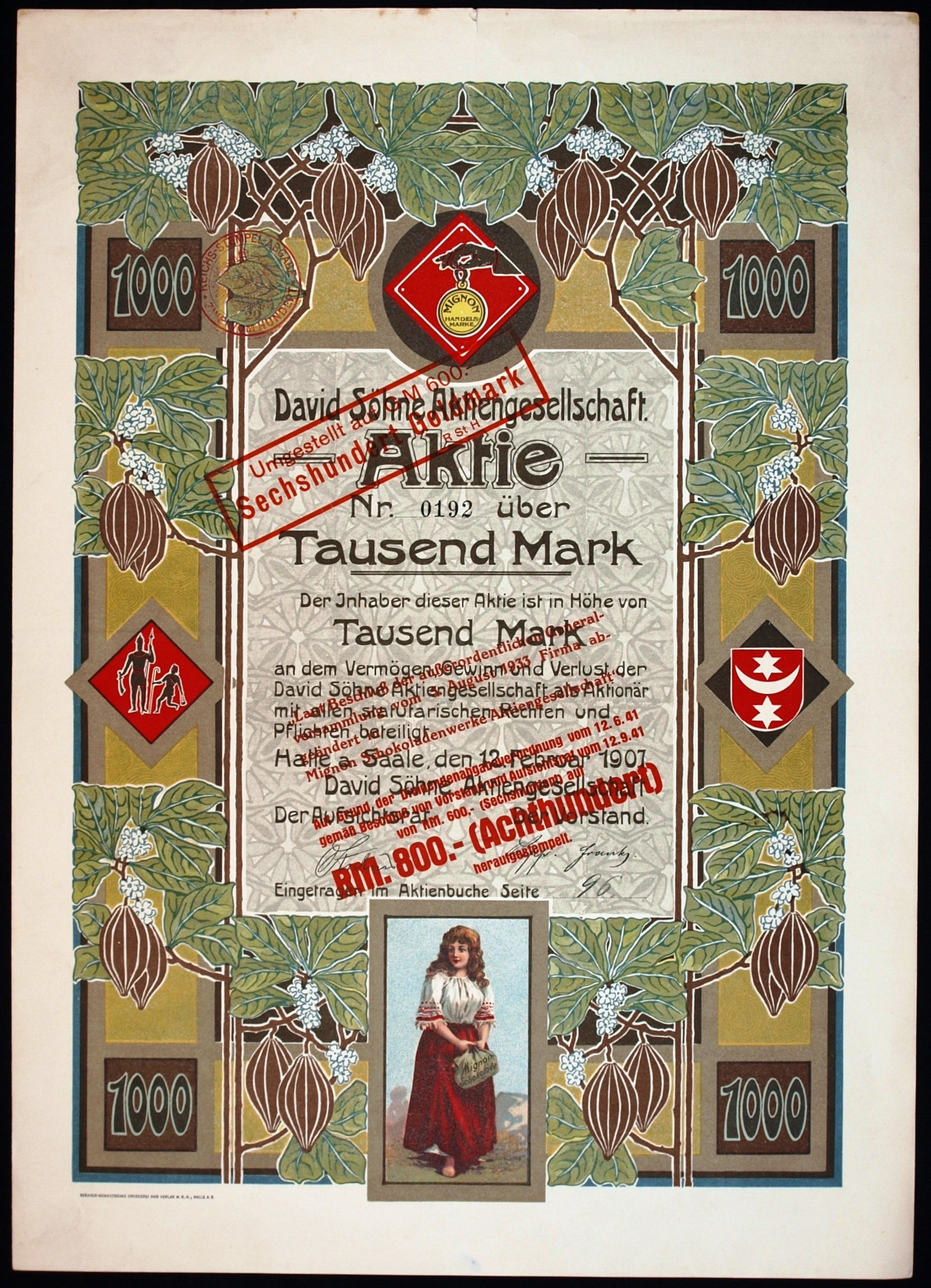
Ein Druckerzeugnis der Gebauer-Schwetschke GmbH war die Aktie über 1000 Mark der David Söhne AG vom 12. Februar 1907

Das vollständig überlieferte Verlagsarchiv der Firma Gebauer-Schwetschke, das die Zeit von der Gründung des Unternehmens unter Johann Justinus Gebauer über dessen Weiterführung durch seinen Sohn Johann Jakob Gebauer bis hin zur Fusion der Firmen Gebauer und Hemmerde & Schwetschke unter der Ägide von Carl August Schwetschke und seiner Nachfolger umfasst, befindet sich im Stadtarchiv Halle/Saale. Der Bestand wird seit 2010 mit Förderung durch die Deutsche Forschungsgemeinschaft erschlossen.

## Ehrung
Die Schwetschkestraße in Halle (Saale) ist nach der Verlegerfamilie Schwetschke benannt.